# Hypo Niederösterreich
Damenhandballklub Hypo Niederösterreich este o echipă feminină de handbal din Austria. Hypo este unul din cele mai de succes cluburi din Liga Campionilor EHF, fiind deținătorul a opt trofee. De asemenea, în anul 2000, clubul austriac a câștigat Trofeul Campionilor EHF.

## Palmares
- Handball Liga Austria:
  - Câștigătoare (39): 1977, 1978, 1979, 1980, 1981, 1982, 1983, 1984, 1985, 1986, 1987, 1988, 1989, 1990, 1991, 1992, 1993, 1994, 1995, 1996, 1997, 1998, 1999, 2000, 2001, 2002, 2003, 2004, 2005, 2006, 2007, 2008, 2009, 2010, 2011, 2012, 2013, 2014, 2015, 2016

- Cupa ÖHB:
  - Câștigătoare (29): 1988, 1989, 1990, 1991, 1992, 1993, 1994, 1995, 1996, 1997, 1998, 1999, 2000, 2001, 2002, 2003, 2004, 2005, 2006, 2007, 2008, 2009, 2010, 2011, 2012, 2013, 2014, 2015, 2016

- Liga Campionilor EHF:
  - Câștigătoare (8): 1989, 1990, 1992, 1993, 1994, 1995, 1998, 2000
  - Finalistă (5): 1987, 1988, 1991, 1996, 2008

- Trofeul Campionilor EHF:
  - Câștigătoare (1): 2000
  - Finalistă (2): 2004, 2008

- Cupa Cupelor EHF:
  - Câștigătoare (1): 2013
  - Finalistă (1): 2004

## Echipa
Echipa în sezonul 2016–17

### Lotul de jucătoare
| Portari - 01 Verena Flöck - 16 Olga Sanko - 27 Anna Hajgató Extreme stânga - 05 Tanja Posch - 06 Mirela Dedić - 20 Viki Mauler - 92 Klaudia Kovacs Extreme dreapta - 07 Kitty Kiss - 15 Claudia Wess Pivoți - 19 Christina Haurum - 22 Mona Magloth - 23 Sonata Vijūnaitė | Centri - 09 Patricia Kovacs - 11 Jennifer Thurner Interi stânga - 08 Marina Topic - 24 Altina Berisha - 77 Gorica Aćimović - 93 Audrey Bruneau Interi dreapta - 10 Marina Budečević |

### Banca tehnică
- Antrenor principal: Martin Matuschkowitz
- Antrenor secund: Ferenc Kovács
- Fizioterapeut: Christian Geistler
- Fizioterapeut: Dr. Olaf Sonntag

## Jucătoare notabile
- Jasna Kolar-Merdan
- Stanka Božović
- Vesna Radović
- Dragica Đurić-Krstić
- Slađana Dronić
- Gorica Aćimović
- Ausra Fridrikas
- Tatjana Logvin
- Iris Morhammer
- Karin Prokop
- Simona Spiridon
- Edit Matei
- Sorina Teodorović
- Gabriela Rotiș-Nagy
- Liliana Topea
- Natalia Rusnacenko
- Sabine Englert
- Beatrix Balogh
- Erika Kirsner
- Dóra Lőwy
- Marianna Nagy
- Bernadett Temes
- Tímea Tóth
- Oh Seong-Ok
- Terese Pedersen
- Mia Hermansson Högdahl
- Paula Ungureanu
- Daniela Piedade
- Bárbara Arenhart
- Fernanda da Silva
- Alexandra do Nascimento
- Fabiana Diniz
- Ana Paula Rodrigues
- Deonise Cavaleiro

## Antrenori notabili
- Gunnar Prokop
- Vinko Kandija
- Morten Soubak